# Jod-124
Jod-124 (124I) je radioizotop jodu s poločasem přeměny 4,176 dne, v 77,1 % případů se přemění záchytem elektronu a v 22,9 % emisí pozitronu; pokaždé na 124Te.
Lze jej vyrobit v cyklotronu mnoha různými jadernými reakcemi. Nejčastějším výchozím materiálem je 124Te.
124I se ve formě jodidového aniontu používá k přímému zobrazování štítné žlázy pozitronovou emisní tomografií (PET). Jod-124 se často používá jako radioaktivní značkovač s poločasem přeměny výrazně delším, než má fluor-18. Při tomto použití je chemicky navázán na molekulu farmaka, čímž se vytváří pozitrony vyzařující radiofarmakum, které je po vpravení do těla zobrazováno pomocí PET přístroje.